# Збройні сили Білорусі
Збройні сили Білорусі (біл. Узброеныя сілы Беларусі) — збройні сили Республіки Білорусь, покликані відповідно до державної доктрини від 6 грудня 1992 року забезпечувати охорону державного суверенітету, при цьому не розглядаючи будь-яку конкретну країну як свого потенційного ворога та не втручаючись у збройні конфлікти між іншими державами.
У мирний час не виключена можливість участі білоруських миротворців у операціях ООН. ВПС Білорусі, які є частиною збройних сил цієї країни, покликані вести постійний контроль за повітряним простором Республіки Білорусь. Також до складу збройних сил входять сухопутні війська.

## Сухопутні війська

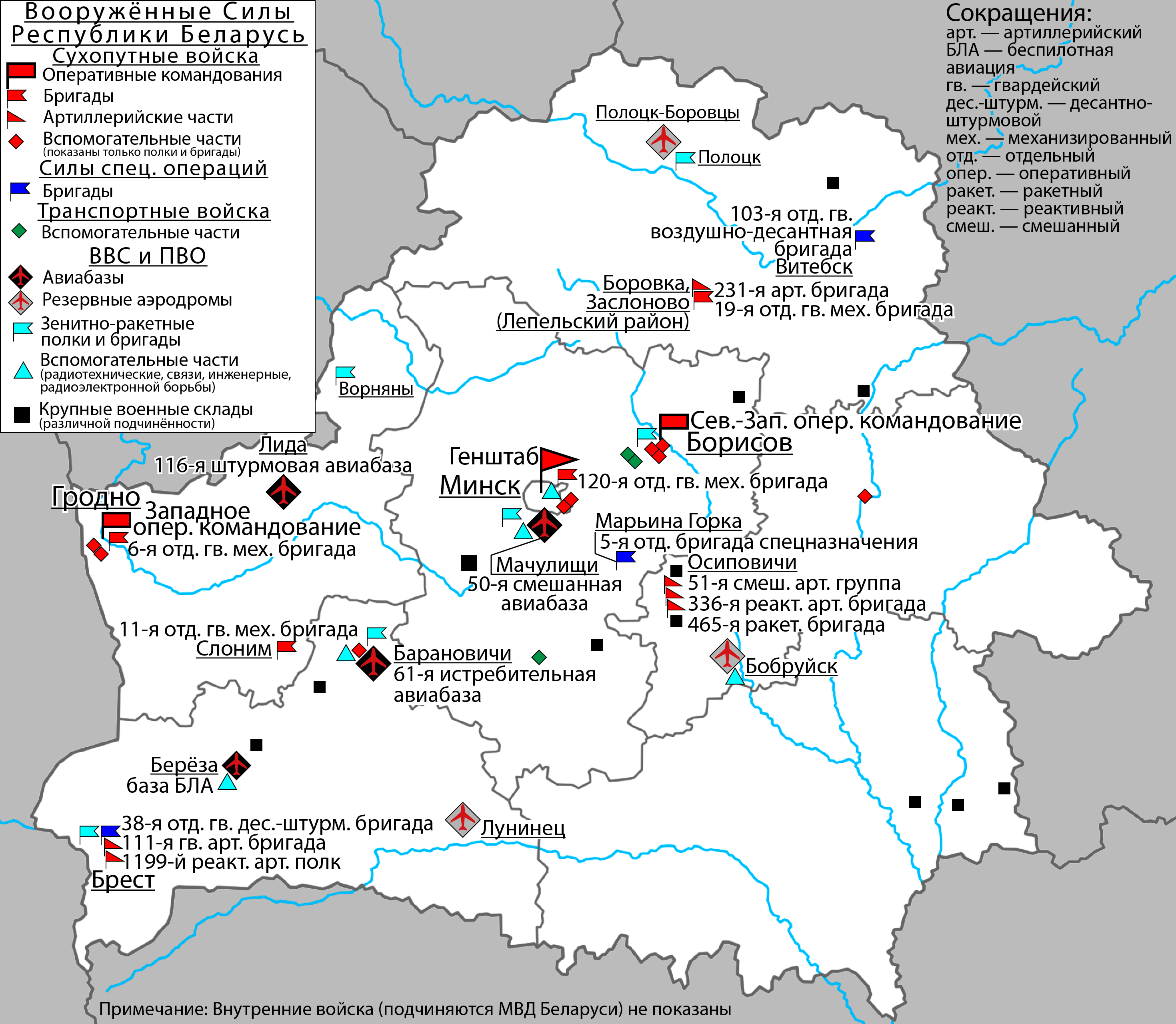

Сухопутні війська безпосередньо управляються Міністерством оборони. Чисельність сухопутних військ оцінюється у 29 600 військовослужбовців. Організаційно поділяють на два оперативних (операційних) командування: Західне та Північно-західне.

#### Західне оперативне командування
З 1 червня 1993 року правонаступником 28-ї Червонопрапорної загальновійськової армії став 28-й армійський корпус (28 АК), 17 грудня 2002 року — Західне оперативне командування.
На 2011 рік до його складу входили.
- 6-та Київсько-Берлінська окрема механізована бригада,
- 11-та Прикарпатсько-Берлінська окрема механізована бригада,
- 111-та артилерійська бригада,
- 1199-й реактивний артилерійський полк,
- 74-й окремий полк зв'язку,
- 108-й окремий полк матеріального забезпечення,
- 255-й окремий радіотехнічний полк
- 40-й окремий батальйон
- 48-й окремий батальйон
- 250-й окремий батальйон охорони й обслуговування
- 230-й загальновійськовий полігон.

#### Північно-Західне оперативне командування
Склад Північно-Західного оперативного командування в цілому схожий з вищевказаним. На 2011 рік до його складу входили.
- 19-та гвардійська окрема Миколаївсько-Будапештська Червонопрапорна ордена Суворова механізована бригада,
- 120-та Рогачівська окрема механізована бригада,
- 231-ша артилерійська бригада,
- 740-ва Мінська зенітна ракетна бригада,
- 427-й реактивний артилерійський полк,
- 7-й Торунський орденів Олександра Невського і Червоної Зірки інженерний полк,
- 60-й окремий полк зв'язку,
- 110-й окремий полк матеріального забезпечення
- 10-й окремий батальйон РЕБ,
- 80-й окремий батальйон РХБЗ,
- 258-й окремий батальйон охорони й обслуговування

#### Центральне командування
Крім того, безпосередньо командуванню сухопутних військ підпорядковуються
- 38-ма гвардійська окрема мобільна бригада,
- 103-тя гвардійська окрема мобільна бригада,
- 336-та реактивна артилерійська бригада «Смерч»,
- 465-та ракетна бригада,
- 51-ша Оршанська змішана артилерійська група,
- інші частини та підрозділи.

Сухопутні війська мають у своєму складі механізовані з'єднання, ракетні війська та артилерію, війська ППО сухопутних військ, підрозділи зв'язку, частини та установи тилового та технічного забезпечення.

### Техніка та озброєння
Сухопутні війська мають на озброєнні танки, бойові машини піхоти, бронетранспортери, артилерію різної потужності та призначення, протитанкові ракетні комплекси, зенітні ракетні комплекси, засоби керування, автоматичну стрілецьку зброю.
Дані про кількість взяті з IISS Military Balance 2010.
| Тип                                                      | Виробництво | Призначення                               | Кількість   | Примітки        |       |
| Танки                                                    | Танки       | Танки                                     | Танки       | Танки           | Танки |
| -------------------------------------------------------- | ----------- | ----------------------------------------- | ----------- | --------------- | ----- |
| Т-80Б                                                    | СРСР        | Основний бойовий танк                     | 92          |                 |       |
| Т-72Б                                                    | СРСР        | Основний бойовий танк                     | 1465        |                 |       |
| Т-55                                                     | СРСР        | Середній танк                             | 29          |                 |       |
| Бойові машини піхоти                                     |             |                                           |             |                 |       |
| БМП-1                                                    | СРСР        | Бойова машина піхоти                      | 109         |                 |       |
| БМП-2                                                    | СРСР        | Бойова машина піхоти                      | 1164        |                 |       |
| БРМ-1К                                                   | СРСР        | Бойова розвідувальна машина               | 161         |                 |       |
| БМД-1                                                    | СРСР        | БМД-1                                     | 154         |                 |       |
| Бронетранспортери                                        |             |                                           |             |                 |       |
| ТМПК «Мул»                                               | Білорусь    | Бронетранспортер                          | немає даних |                 |       |
| БТР-Д                                                    | СРСР        | Бронетранспортер                          | 22          |                 |       |
| МТ-ЛБ                                                    | СРСР        | Бронетранспортер                          | 66          |                 |       |
| БТР-60                                                   | СРСР        | Бронетранспортер                          | 188         |                 |       |
| БТР-70                                                   | СРСР        | Бронетранспортер                          | 446         |                 |       |
| БТР-80                                                   | СРСР        | Бронетранспортер                          | 194         |                 |       |
| Бронеавтомобілі                                          |             |                                           |             |                 |       |
| Dongfeng Mengshi                                         | КНР         | Бронеавтомобіль                           | 22          |                 |       |
| Артилерійські системи                                    |             |                                           |             |                 |       |
| 2С9 «Нона-С»                                             | СРСР        | 120 мм САУ                                | 54          | Самохідна       |       |
| 2С1 «Гвоздика»                                           | СРСР        | 122 мм САУ                                | 246         | Самохідна       |       |
| 2С3 «Акація»                                             | СРСР        | 152 мм САУ                                | 163         | Самохідна       |       |
| 2С5 «Гіацинт-С»                                          | СРСР        | 152 мм САУ                                | 120         | Самохідна       |       |
| 2С19 «Мста-С»                                            | СРСР        | 152 мм САУ                                | 13          | Самохідна       |       |
| 2С7 «Піон»                                               | СРСР        | 203 мм САУ                                | 36          | Самохідна       |       |
| Д-30                                                     | СРСР        | 122 мм гармата-гаубиця                    | 202         | Буксирувана     |       |
| 2А36 «Гіацинт-Б»                                         | СРСР        | 152 мм гармата-гаубиця                    | 50          | Буксирувана     |       |
| 2А65 «Мста-Б»                                            | СРСР        | 152 мм гармата-гаубиця                    | 136         | Буксирувана     |       |
| Д-20                                                     | СРСР        | 152 мм гармата-гаубиця                    | 58          | Буксирувана     |       |
| 2С12 «Сани»                                              | СРСР        | Міномет                                   | 77          | Транспортуються |       |
| Реактивні системи залпового вогню                        |             |                                           |             |                 |       |
| БМ-13 Катюша                                             | СРСР        | Реактивна система залпового вогню (132мм) | 1           |                 |       |
| БМ-21 Град                                               | СРСР        | Реактивна система залпового вогню         | 213         |                 |       |
| БМ-27 Ураган                                             | СРСР        | Реактивна система залпового вогню         | 84          |                 |       |
| БМ-30 Смерч                                              | СРСР        | Реактивна система залпового вогню         | 40          |                 |       |
| Протитанкова озброєння                                   |             |                                           |             |                 |       |
| Фагот (ПТРК), Конкурс (ПТРК), Штурм (ПТРК), Метис (ПТРК) | СРСР        | Протитанкова керована ракета              | близько 480 |                 |       |
| Тактичні ракетні комплекси                               |             |                                           |             |                 |       |
| Точка (тактичний ракетний комплекс)                      | СРСР        | Тактична ракета                           | 26          |                 |       |
| Р-11                                                     | СРСР        | Тактична ракета                           | 60          |                 |       |
| Системи ППО                                              |             |                                           |             |                 |       |
| С-300,ЗРК Бук,ЗРК Оса,Стріла-10,ЗРК Тор                  | СРСР, Росія | Зенітно-ракетний комплекс                 | близько 350 |                 |       |

## Емблема Збройних сил Республіки Білорусь
Затверджена Указом Президента Республіки Білорусь від 17.11.2000 р. № 600.